# Rhabdodontidae
Famille
Genres de rang inférieur
- † Matheronodon
- † Mochlodon
- † Rhabdodon
- † Zalmoxes

Les rhabdodontidés (Rhabdodontidae) sont une famille éteinte de dinosaures ornithopodes iguanodontes herbivores dont les fossiles ont été trouvés en Europe (Espagne, France, Autriche, Hongrie, Roumanie) durant une grande partie du Crétacé.
Le genre type est Rhabdodon. Plusieurs autres genres sont associés à cette famille : Zalmoxes, Mochlodon, Matheronodon. L'ornithopode de Vegagete est vraisemblablement une nouvelle espèce de rhabdodontidé, qui n'a encore pas de nom ou de diagnose propre. Il correspond à l'heure actuelle au premier registre de cette famille dans le Crétacé Inférieur espagnol (Barremien Supérieur - Aptien).

## Liste des genres
- † Matheronodon
- † Mochlodon
- † Muttaburrasaurus
- † Rhabdodon
- † Zalmoxes

## Classification

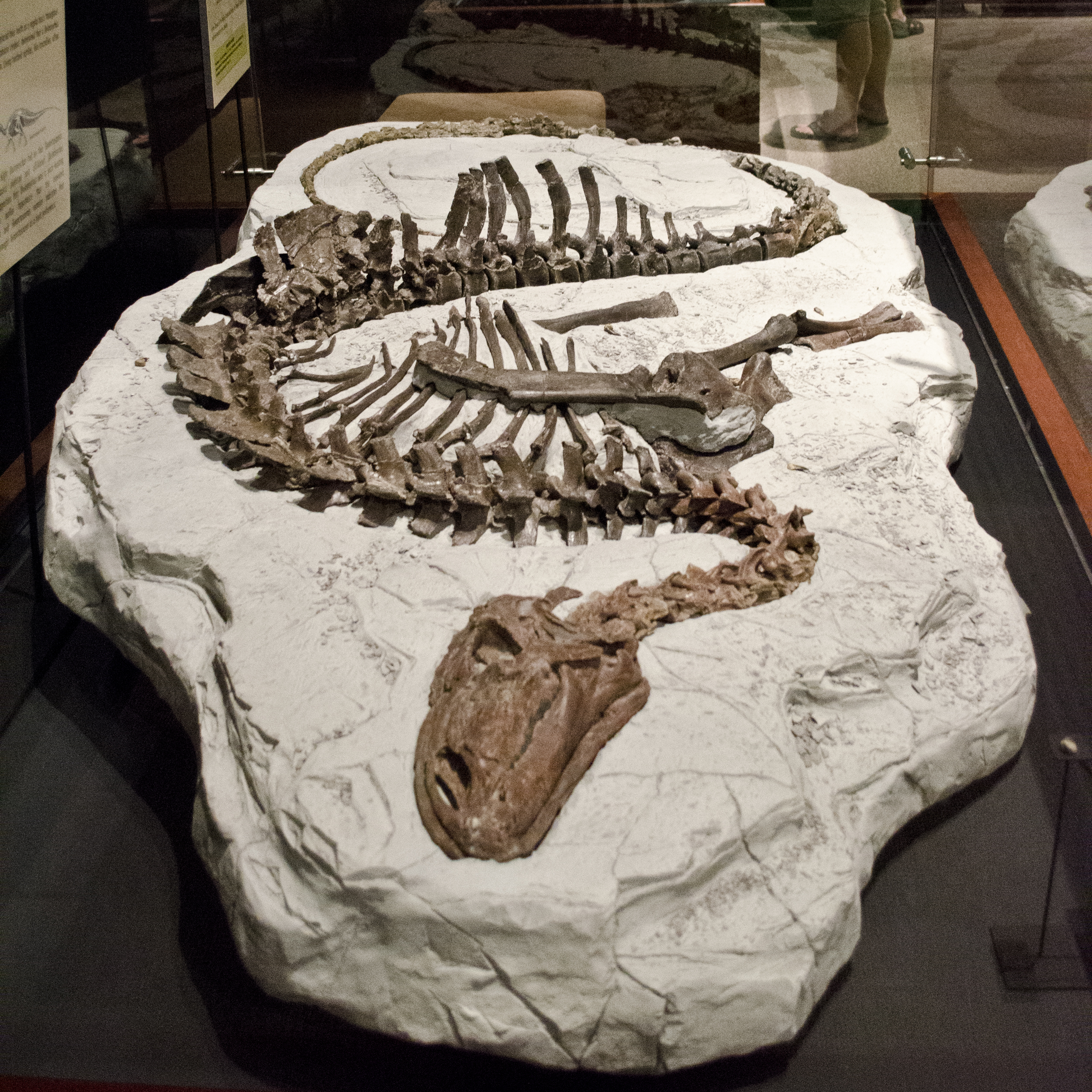
Partie avant du squelette de Tenontosaurus.

Le cladogramme réalisé à partir d'une analyse phylogénétique de Richard Butler et al. en 2011 montre la position de Rhabdodontidae au sein des iguanodontes :
|  | Changchunsaurus |
|  |                 |
|  | Jeholosaurus    |
|  |                 |

|  | Gasparinisaura |
|  |                |
|  | Parksosaurus   |
|  |                |

|  | Bugenasaura    |
|  |                |
|  | Thescelosaurus |
|  |                |

|  | T. tilletti |
|  |             |
|  | T. dossi    |
|  |             |

|  | Dryosauridae                                                  |
|  |                                                               |
|  | Ankylopollexia (incluant Iguanodon, Hadrosauridae, et autres) |
|  |                                                               |

|  | T. tilletti |
|  |             |
|  | T. dossi    |
|  |             |

|  | Dryosauridae                                                  |
|  |                                                               |
|  | Ankylopollexia (incluant Iguanodon, Hadrosauridae, et autres) |
|  |                                                               |

|  | T. tilletti |
|  |             |
|  | T. dossi    |
|  |             |

|  | Dryosauridae                                                  |
|  |                                                               |
|  | Ankylopollexia (incluant Iguanodon, Hadrosauridae, et autres) |
|  |                                                               |

|  | T. tilletti |
|  |             |
|  | T. dossi    |
|  |             |

|  | Dryosauridae                                                  |
|  |                                                               |
|  | Ankylopollexia (incluant Iguanodon, Hadrosauridae, et autres) |
|  |                                                               |

|  | T. tilletti |
|  |             |
|  | T. dossi    |
|  |             |

|  | Dryosauridae                                                  |
|  |                                                               |
|  | Ankylopollexia (incluant Iguanodon, Hadrosauridae, et autres) |
|  |                                                               |

|  | T. tilletti |
|  |             |
|  | T. dossi    |
|  |             |

|  | Dryosauridae                                                  |
|  |                                                               |
|  | Ankylopollexia (incluant Iguanodon, Hadrosauridae, et autres) |
|  |                                                               |

|  | T. tilletti |
|  |             |
|  | T. dossi    |
|  |             |

|  | Dryosauridae                                                  |
|  |                                                               |
|  | Ankylopollexia (incluant Iguanodon, Hadrosauridae, et autres) |
|  |                                                               |

|  | T. tilletti |
|  |             |
|  | T. dossi    |
|  |             |

|  | Dryosauridae                                                  |
|  |                                                               |
|  | Ankylopollexia (incluant Iguanodon, Hadrosauridae, et autres) |
|  |                                                               |

|  | T. tilletti |
|  |             |
|  | T. dossi    |
|  |             |

|  | Dryosauridae                                                  |
|  |                                                               |
|  | Ankylopollexia (incluant Iguanodon, Hadrosauridae, et autres) |
|  |                                                               |

|  | T. tilletti |
|  |             |
|  | T. dossi    |
|  |             |

|  | Dryosauridae                                                  |
|  |                                                               |
|  | Ankylopollexia (incluant Iguanodon, Hadrosauridae, et autres) |
|  |                                                               |

|  | T. tilletti |
|  |             |
|  | T. dossi    |
|  |             |

|  | Dryosauridae                                                  |
|  |                                                               |
|  | Ankylopollexia (incluant Iguanodon, Hadrosauridae, et autres) |
|  |                                                               |

|  | T. tilletti |
|  |             |
|  | T. dossi    |
|  |             |

|  | Dryosauridae                                                  |
|  |                                                               |
|  | Ankylopollexia (incluant Iguanodon, Hadrosauridae, et autres) |
|  |                                                               |

|  | T. tilletti |
|  |             |
|  | T. dossi    |
|  |             |

|  | Dryosauridae                                                  |
|  |                                                               |
|  | Ankylopollexia (incluant Iguanodon, Hadrosauridae, et autres) |
|  |                                                               |

|  | T. tilletti |
|  |             |
|  | T. dossi    |
|  |             |

|  | Dryosauridae                                                  |
|  |                                                               |
|  | Ankylopollexia (incluant Iguanodon, Hadrosauridae, et autres) |
|  |                                                               |

|  | T. tilletti |
|  |             |
|  | T. dossi    |
|  |             |

|  | Dryosauridae                                                  |
|  |                                                               |
|  | Ankylopollexia (incluant Iguanodon, Hadrosauridae, et autres) |
|  |                                                               |

|  | T. tilletti |
|  |             |
|  | T. dossi    |
|  |             |

|  | Dryosauridae                                                  |
|  |                                                               |
|  | Ankylopollexia (incluant Iguanodon, Hadrosauridae, et autres) |
|  |                                                               |

|  | Bugenasaura    |
|  |                |
|  | Thescelosaurus |
|  |                |

|  | T. tilletti |
|  |             |
|  | T. dossi    |
|  |             |

|  | Dryosauridae                                                  |
|  |                                                               |
|  | Ankylopollexia (incluant Iguanodon, Hadrosauridae, et autres) |
|  |                                                               |

|  | T. tilletti |
|  |             |
|  | T. dossi    |
|  |             |

|  | Dryosauridae                                                  |
|  |                                                               |
|  | Ankylopollexia (incluant Iguanodon, Hadrosauridae, et autres) |
|  |                                                               |

|  | T. tilletti |
|  |             |
|  | T. dossi    |
|  |             |

|  | Dryosauridae                                                  |
|  |                                                               |
|  | Ankylopollexia (incluant Iguanodon, Hadrosauridae, et autres) |
|  |                                                               |

|  | T. tilletti |
|  |             |
|  | T. dossi    |
|  |             |

|  | Dryosauridae                                                  |
|  |                                                               |
|  | Ankylopollexia (incluant Iguanodon, Hadrosauridae, et autres) |
|  |                                                               |

|  | T. tilletti |
|  |             |
|  | T. dossi    |
|  |             |

|  | Dryosauridae                                                  |
|  |                                                               |
|  | Ankylopollexia (incluant Iguanodon, Hadrosauridae, et autres) |
|  |                                                               |

|  | T. tilletti |
|  |             |
|  | T. dossi    |
|  |             |

|  | Dryosauridae                                                  |
|  |                                                               |
|  | Ankylopollexia (incluant Iguanodon, Hadrosauridae, et autres) |
|  |                                                               |

|  | T. tilletti |
|  |             |
|  | T. dossi    |
|  |             |

|  | Dryosauridae                                                  |
|  |                                                               |
|  | Ankylopollexia (incluant Iguanodon, Hadrosauridae, et autres) |
|  |                                                               |

|  | T. tilletti |
|  |             |
|  | T. dossi    |
|  |             |

|  | Dryosauridae                                                  |
|  |                                                               |
|  | Ankylopollexia (incluant Iguanodon, Hadrosauridae, et autres) |
|  |                                                               |

|  | T. tilletti |
|  |             |
|  | T. dossi    |
|  |             |

|  | Dryosauridae                                                  |
|  |                                                               |
|  | Ankylopollexia (incluant Iguanodon, Hadrosauridae, et autres) |
|  |                                                               |

|  | T. tilletti |
|  |             |
|  | T. dossi    |
|  |             |

|  | Dryosauridae                                                  |
|  |                                                               |
|  | Ankylopollexia (incluant Iguanodon, Hadrosauridae, et autres) |
|  |                                                               |

|  | T. tilletti |
|  |             |
|  | T. dossi    |
|  |             |

|  | Dryosauridae                                                  |
|  |                                                               |
|  | Ankylopollexia (incluant Iguanodon, Hadrosauridae, et autres) |
|  |                                                               |

|  | T. tilletti |
|  |             |
|  | T. dossi    |
|  |             |

|  | Dryosauridae                                                  |
|  |                                                               |
|  | Ankylopollexia (incluant Iguanodon, Hadrosauridae, et autres) |
|  |                                                               |

|  | T. tilletti |
|  |             |
|  | T. dossi    |
|  |             |

|  | Dryosauridae                                                  |
|  |                                                               |
|  | Ankylopollexia (incluant Iguanodon, Hadrosauridae, et autres) |
|  |                                                               |

|  | T. tilletti |
|  |             |
|  | T. dossi    |
|  |             |

|  | Dryosauridae                                                  |
|  |                                                               |
|  | Ankylopollexia (incluant Iguanodon, Hadrosauridae, et autres) |
|  |                                                               |

|  | T. tilletti |
|  |             |
|  | T. dossi    |
|  |             |

|  | Dryosauridae                                                  |
|  |                                                               |
|  | Ankylopollexia (incluant Iguanodon, Hadrosauridae, et autres) |
|  |                                                               |

|  | T. tilletti |
|  |             |
|  | T. dossi    |
|  |             |

|  | Dryosauridae                                                  |
|  |                                                               |
|  | Ankylopollexia (incluant Iguanodon, Hadrosauridae, et autres) |
|  |                                                               |

|  | Gasparinisaura |
|  |                |
|  | Parksosaurus   |
|  |                |

|  | Bugenasaura    |
|  |                |
|  | Thescelosaurus |
|  |                |

|  | T. tilletti |
|  |             |
|  | T. dossi    |
|  |             |

|  | Dryosauridae                                                  |
|  |                                                               |
|  | Ankylopollexia (incluant Iguanodon, Hadrosauridae, et autres) |
|  |                                                               |

|  | T. tilletti |
|  |             |
|  | T. dossi    |
|  |             |

|  | Dryosauridae                                                  |
|  |                                                               |
|  | Ankylopollexia (incluant Iguanodon, Hadrosauridae, et autres) |
|  |                                                               |

|  | T. tilletti |
|  |             |
|  | T. dossi    |
|  |             |

|  | Dryosauridae                                                  |
|  |                                                               |
|  | Ankylopollexia (incluant Iguanodon, Hadrosauridae, et autres) |
|  |                                                               |

|  | T. tilletti |
|  |             |
|  | T. dossi    |
|  |             |

|  | Dryosauridae                                                  |
|  |                                                               |
|  | Ankylopollexia (incluant Iguanodon, Hadrosauridae, et autres) |
|  |                                                               |

|  | T. tilletti |
|  |             |
|  | T. dossi    |
|  |             |

|  | Dryosauridae                                                  |
|  |                                                               |
|  | Ankylopollexia (incluant Iguanodon, Hadrosauridae, et autres) |
|  |                                                               |

|  | T. tilletti |
|  |             |
|  | T. dossi    |
|  |             |

|  | Dryosauridae                                                  |
|  |                                                               |
|  | Ankylopollexia (incluant Iguanodon, Hadrosauridae, et autres) |
|  |                                                               |

|  | T. tilletti |
|  |             |
|  | T. dossi    |
|  |             |

|  | Dryosauridae                                                  |
|  |                                                               |
|  | Ankylopollexia (incluant Iguanodon, Hadrosauridae, et autres) |
|  |                                                               |

|  | T. tilletti |
|  |             |
|  | T. dossi    |
|  |             |

|  | Dryosauridae                                                  |
|  |                                                               |
|  | Ankylopollexia (incluant Iguanodon, Hadrosauridae, et autres) |
|  |                                                               |

|  | T. tilletti |
|  |             |
|  | T. dossi    |
|  |             |

|  | Dryosauridae                                                  |
|  |                                                               |
|  | Ankylopollexia (incluant Iguanodon, Hadrosauridae, et autres) |
|  |                                                               |

|  | T. tilletti |
|  |             |
|  | T. dossi    |
|  |             |

|  | Dryosauridae                                                  |
|  |                                                               |
|  | Ankylopollexia (incluant Iguanodon, Hadrosauridae, et autres) |
|  |                                                               |

|  | T. tilletti |
|  |             |
|  | T. dossi    |
|  |             |

|  | Dryosauridae                                                  |
|  |                                                               |
|  | Ankylopollexia (incluant Iguanodon, Hadrosauridae, et autres) |
|  |                                                               |

|  | T. tilletti |
|  |             |
|  | T. dossi    |
|  |             |

|  | Dryosauridae                                                  |
|  |                                                               |
|  | Ankylopollexia (incluant Iguanodon, Hadrosauridae, et autres) |
|  |                                                               |

|  | T. tilletti |
|  |             |
|  | T. dossi    |
|  |             |

|  | Dryosauridae                                                  |
|  |                                                               |
|  | Ankylopollexia (incluant Iguanodon, Hadrosauridae, et autres) |
|  |                                                               |

|  | T. tilletti |
|  |             |
|  | T. dossi    |
|  |             |

|  | Dryosauridae                                                  |
|  |                                                               |
|  | Ankylopollexia (incluant Iguanodon, Hadrosauridae, et autres) |
|  |                                                               |

|  | T. tilletti |
|  |             |
|  | T. dossi    |
|  |             |

|  | Dryosauridae                                                  |
|  |                                                               |
|  | Ankylopollexia (incluant Iguanodon, Hadrosauridae, et autres) |
|  |                                                               |

|  | T. tilletti |
|  |             |
|  | T. dossi    |
|  |             |

|  | Dryosauridae                                                  |
|  |                                                               |
|  | Ankylopollexia (incluant Iguanodon, Hadrosauridae, et autres) |
|  |                                                               |

|  | Bugenasaura    |
|  |                |
|  | Thescelosaurus |
|  |                |

|  | T. tilletti |
|  |             |
|  | T. dossi    |
|  |             |

|  | Dryosauridae                                                  |
|  |                                                               |
|  | Ankylopollexia (incluant Iguanodon, Hadrosauridae, et autres) |
|  |                                                               |

|  | T. tilletti |
|  |             |
|  | T. dossi    |
|  |             |

|  | Dryosauridae                                                  |
|  |                                                               |
|  | Ankylopollexia (incluant Iguanodon, Hadrosauridae, et autres) |
|  |                                                               |

|  | T. tilletti |
|  |             |
|  | T. dossi    |
|  |             |

|  | Dryosauridae                                                  |
|  |                                                               |
|  | Ankylopollexia (incluant Iguanodon, Hadrosauridae, et autres) |
|  |                                                               |

|  | T. tilletti |
|  |             |
|  | T. dossi    |
|  |             |

|  | Dryosauridae                                                  |
|  |                                                               |
|  | Ankylopollexia (incluant Iguanodon, Hadrosauridae, et autres) |
|  |                                                               |

|  | T. tilletti |
|  |             |
|  | T. dossi    |
|  |             |

|  | Dryosauridae                                                  |
|  |                                                               |
|  | Ankylopollexia (incluant Iguanodon, Hadrosauridae, et autres) |
|  |                                                               |

|  | T. tilletti |
|  |             |
|  | T. dossi    |
|  |             |

|  | Dryosauridae                                                  |
|  |                                                               |
|  | Ankylopollexia (incluant Iguanodon, Hadrosauridae, et autres) |
|  |                                                               |

|  | T. tilletti |
|  |             |
|  | T. dossi    |
|  |             |

|  | Dryosauridae                                                  |
|  |                                                               |
|  | Ankylopollexia (incluant Iguanodon, Hadrosauridae, et autres) |
|  |                                                               |

|  | T. tilletti |
|  |             |
|  | T. dossi    |
|  |             |

|  | Dryosauridae                                                  |
|  |                                                               |
|  | Ankylopollexia (incluant Iguanodon, Hadrosauridae, et autres) |
|  |                                                               |

|  | T. tilletti |
|  |             |
|  | T. dossi    |
|  |             |

|  | Dryosauridae                                                  |
|  |                                                               |
|  | Ankylopollexia (incluant Iguanodon, Hadrosauridae, et autres) |
|  |                                                               |

|  | T. tilletti |
|  |             |
|  | T. dossi    |
|  |             |

|  | Dryosauridae                                                  |
|  |                                                               |
|  | Ankylopollexia (incluant Iguanodon, Hadrosauridae, et autres) |
|  |                                                               |

|  | T. tilletti |
|  |             |
|  | T. dossi    |
|  |             |

|  | Dryosauridae                                                  |
|  |                                                               |
|  | Ankylopollexia (incluant Iguanodon, Hadrosauridae, et autres) |
|  |                                                               |

|  | T. tilletti |
|  |             |
|  | T. dossi    |
|  |             |

|  | Dryosauridae                                                  |
|  |                                                               |
|  | Ankylopollexia (incluant Iguanodon, Hadrosauridae, et autres) |
|  |                                                               |

|  | T. tilletti |
|  |             |
|  | T. dossi    |
|  |             |

|  | Dryosauridae                                                  |
|  |                                                               |
|  | Ankylopollexia (incluant Iguanodon, Hadrosauridae, et autres) |
|  |                                                               |

|  | T. tilletti |
|  |             |
|  | T. dossi    |
|  |             |

|  | Dryosauridae                                                  |
|  |                                                               |
|  | Ankylopollexia (incluant Iguanodon, Hadrosauridae, et autres) |
|  |                                                               |

|  | T. tilletti |
|  |             |
|  | T. dossi    |
|  |             |

|  | Dryosauridae                                                  |
|  |                                                               |
|  | Ankylopollexia (incluant Iguanodon, Hadrosauridae, et autres) |
|  |                                                               |

|  | T. tilletti |
|  |             |
|  | T. dossi    |
|  |             |

|  | Dryosauridae                                                  |
|  |                                                               |
|  | Ankylopollexia (incluant Iguanodon, Hadrosauridae, et autres) |
|  |                                                               |

|  | Changchunsaurus |
|  |                 |
|  | Jeholosaurus    |
|  |                 |

|  | Gasparinisaura |
|  |                |
|  | Parksosaurus   |
|  |                |

|  | Bugenasaura    |
|  |                |
|  | Thescelosaurus |
|  |                |

|  | T. tilletti |
|  |             |
|  | T. dossi    |
|  |             |

|  | Dryosauridae                                                  |
|  |                                                               |
|  | Ankylopollexia (incluant Iguanodon, Hadrosauridae, et autres) |
|  |                                                               |

|  | T. tilletti |
|  |             |
|  | T. dossi    |
|  |             |

|  | Dryosauridae                                                  |
|  |                                                               |
|  | Ankylopollexia (incluant Iguanodon, Hadrosauridae, et autres) |
|  |                                                               |

|  | T. tilletti |
|  |             |
|  | T. dossi    |
|  |             |

|  | Dryosauridae                                                  |
|  |                                                               |
|  | Ankylopollexia (incluant Iguanodon, Hadrosauridae, et autres) |
|  |                                                               |

|  | T. tilletti |
|  |             |
|  | T. dossi    |
|  |             |

|  | Dryosauridae                                                  |
|  |                                                               |
|  | Ankylopollexia (incluant Iguanodon, Hadrosauridae, et autres) |
|  |                                                               |

|  | T. tilletti |
|  |             |
|  | T. dossi    |
|  |             |

|  | Dryosauridae                                                  |
|  |                                                               |
|  | Ankylopollexia (incluant Iguanodon, Hadrosauridae, et autres) |
|  |                                                               |

|  | T. tilletti |
|  |             |
|  | T. dossi    |
|  |             |

|  | Dryosauridae                                                  |
|  |                                                               |
|  | Ankylopollexia (incluant Iguanodon, Hadrosauridae, et autres) |
|  |                                                               |

|  | T. tilletti |
|  |             |
|  | T. dossi    |
|  |             |

|  | Dryosauridae                                                  |
|  |                                                               |
|  | Ankylopollexia (incluant Iguanodon, Hadrosauridae, et autres) |
|  |                                                               |

|  | T. tilletti |
|  |             |
|  | T. dossi    |
|  |             |

|  | Dryosauridae                                                  |
|  |                                                               |
|  | Ankylopollexia (incluant Iguanodon, Hadrosauridae, et autres) |
|  |                                                               |

|  | T. tilletti |
|  |             |
|  | T. dossi    |
|  |             |

|  | Dryosauridae                                                  |
|  |                                                               |
|  | Ankylopollexia (incluant Iguanodon, Hadrosauridae, et autres) |
|  |                                                               |

|  | T. tilletti |
|  |             |
|  | T. dossi    |
|  |             |

|  | Dryosauridae                                                  |
|  |                                                               |
|  | Ankylopollexia (incluant Iguanodon, Hadrosauridae, et autres) |
|  |                                                               |

|  | T. tilletti |
|  |             |
|  | T. dossi    |
|  |             |

|  | Dryosauridae                                                  |
|  |                                                               |
|  | Ankylopollexia (incluant Iguanodon, Hadrosauridae, et autres) |
|  |                                                               |

|  | T. tilletti |
|  |             |
|  | T. dossi    |
|  |             |

|  | Dryosauridae                                                  |
|  |                                                               |
|  | Ankylopollexia (incluant Iguanodon, Hadrosauridae, et autres) |
|  |                                                               |

|  | T. tilletti |
|  |             |
|  | T. dossi    |
|  |             |

|  | Dryosauridae                                                  |
|  |                                                               |
|  | Ankylopollexia (incluant Iguanodon, Hadrosauridae, et autres) |
|  |                                                               |

|  | T. tilletti |
|  |             |
|  | T. dossi    |
|  |             |

|  | Dryosauridae                                                  |
|  |                                                               |
|  | Ankylopollexia (incluant Iguanodon, Hadrosauridae, et autres) |
|  |                                                               |

|  | T. tilletti |
|  |             |
|  | T. dossi    |
|  |             |

|  | Dryosauridae                                                  |
|  |                                                               |
|  | Ankylopollexia (incluant Iguanodon, Hadrosauridae, et autres) |
|  |                                                               |

|  | T. tilletti |
|  |             |
|  | T. dossi    |
|  |             |

|  | Dryosauridae                                                  |
|  |                                                               |
|  | Ankylopollexia (incluant Iguanodon, Hadrosauridae, et autres) |
|  |                                                               |

|  | Bugenasaura    |
|  |                |
|  | Thescelosaurus |
|  |                |

|  | T. tilletti |
|  |             |
|  | T. dossi    |
|  |             |

|  | Dryosauridae                                                  |
|  |                                                               |
|  | Ankylopollexia (incluant Iguanodon, Hadrosauridae, et autres) |
|  |                                                               |

|  | T. tilletti |
|  |             |
|  | T. dossi    |
|  |             |

|  | Dryosauridae                                                  |
|  |                                                               |
|  | Ankylopollexia (incluant Iguanodon, Hadrosauridae, et autres) |
|  |                                                               |

|  | T. tilletti |
|  |             |
|  | T. dossi    |
|  |             |

|  | Dryosauridae                                                  |
|  |                                                               |
|  | Ankylopollexia (incluant Iguanodon, Hadrosauridae, et autres) |
|  |                                                               |

|  | T. tilletti |
|  |             |
|  | T. dossi    |
|  |             |

|  | Dryosauridae                                                  |
|  |                                                               |
|  | Ankylopollexia (incluant Iguanodon, Hadrosauridae, et autres) |
|  |                                                               |

|  | T. tilletti |
|  |             |
|  | T. dossi    |
|  |             |

|  | Dryosauridae                                                  |
|  |                                                               |
|  | Ankylopollexia (incluant Iguanodon, Hadrosauridae, et autres) |
|  |                                                               |

|  | T. tilletti |
|  |             |
|  | T. dossi    |
|  |             |

|  | Dryosauridae                                                  |
|  |                                                               |
|  | Ankylopollexia (incluant Iguanodon, Hadrosauridae, et autres) |
|  |                                                               |

|  | T. tilletti |
|  |             |
|  | T. dossi    |
|  |             |

|  | Dryosauridae                                                  |
|  |                                                               |
|  | Ankylopollexia (incluant Iguanodon, Hadrosauridae, et autres) |
|  |                                                               |

|  | T. tilletti |
|  |             |
|  | T. dossi    |
|  |             |

|  | Dryosauridae                                                  |
|  |                                                               |
|  | Ankylopollexia (incluant Iguanodon, Hadrosauridae, et autres) |
|  |                                                               |

|  | T. tilletti |
|  |             |
|  | T. dossi    |
|  |             |

|  | Dryosauridae                                                  |
|  |                                                               |
|  | Ankylopollexia (incluant Iguanodon, Hadrosauridae, et autres) |
|  |                                                               |

|  | T. tilletti |
|  |             |
|  | T. dossi    |
|  |             |

|  | Dryosauridae                                                  |
|  |                                                               |
|  | Ankylopollexia (incluant Iguanodon, Hadrosauridae, et autres) |
|  |                                                               |

|  | T. tilletti |
|  |             |
|  | T. dossi    |
|  |             |

|  | Dryosauridae                                                  |
|  |                                                               |
|  | Ankylopollexia (incluant Iguanodon, Hadrosauridae, et autres) |
|  |                                                               |

|  | T. tilletti |
|  |             |
|  | T. dossi    |
|  |             |

|  | Dryosauridae                                                  |
|  |                                                               |
|  | Ankylopollexia (incluant Iguanodon, Hadrosauridae, et autres) |
|  |                                                               |

|  | T. tilletti |
|  |             |
|  | T. dossi    |
|  |             |

|  | Dryosauridae                                                  |
|  |                                                               |
|  | Ankylopollexia (incluant Iguanodon, Hadrosauridae, et autres) |
|  |                                                               |

|  | T. tilletti |
|  |             |
|  | T. dossi    |
|  |             |

|  | Dryosauridae                                                  |
|  |                                                               |
|  | Ankylopollexia (incluant Iguanodon, Hadrosauridae, et autres) |
|  |                                                               |

|  | T. tilletti |
|  |             |
|  | T. dossi    |
|  |             |

|  | Dryosauridae                                                  |
|  |                                                               |
|  | Ankylopollexia (incluant Iguanodon, Hadrosauridae, et autres) |
|  |                                                               |

|  | T. tilletti |
|  |             |
|  | T. dossi    |
|  |             |

|  | Dryosauridae                                                  |
|  |                                                               |
|  | Ankylopollexia (incluant Iguanodon, Hadrosauridae, et autres) |
|  |                                                               |

|  | Gasparinisaura |
|  |                |
|  | Parksosaurus   |
|  |                |

|  | Bugenasaura    |
|  |                |
|  | Thescelosaurus |
|  |                |

|  | T. tilletti |
|  |             |
|  | T. dossi    |
|  |             |

|  | Dryosauridae                                                  |
|  |                                                               |
|  | Ankylopollexia (incluant Iguanodon, Hadrosauridae, et autres) |
|  |                                                               |

|  | T. tilletti |
|  |             |
|  | T. dossi    |
|  |             |

|  | Dryosauridae                                                  |
|  |                                                               |
|  | Ankylopollexia (incluant Iguanodon, Hadrosauridae, et autres) |
|  |                                                               |

|  | T. tilletti |
|  |             |
|  | T. dossi    |
|  |             |

|  | Dryosauridae                                                  |
|  |                                                               |
|  | Ankylopollexia (incluant Iguanodon, Hadrosauridae, et autres) |
|  |                                                               |

|  | T. tilletti |
|  |             |
|  | T. dossi    |
|  |             |

|  | Dryosauridae                                                  |
|  |                                                               |
|  | Ankylopollexia (incluant Iguanodon, Hadrosauridae, et autres) |
|  |                                                               |

|  | T. tilletti |
|  |             |
|  | T. dossi    |
|  |             |

|  | Dryosauridae                                                  |
|  |                                                               |
|  | Ankylopollexia (incluant Iguanodon, Hadrosauridae, et autres) |
|  |                                                               |

|  | T. tilletti |
|  |             |
|  | T. dossi    |
|  |             |

|  | Dryosauridae                                                  |
|  |                                                               |
|  | Ankylopollexia (incluant Iguanodon, Hadrosauridae, et autres) |
|  |                                                               |

|  | T. tilletti |
|  |             |
|  | T. dossi    |
|  |             |

|  | Dryosauridae                                                  |
|  |                                                               |
|  | Ankylopollexia (incluant Iguanodon, Hadrosauridae, et autres) |
|  |                                                               |

|  | T. tilletti |
|  |             |
|  | T. dossi    |
|  |             |

|  | Dryosauridae                                                  |
|  |                                                               |
|  | Ankylopollexia (incluant Iguanodon, Hadrosauridae, et autres) |
|  |                                                               |

|  | T. tilletti |
|  |             |
|  | T. dossi    |
|  |             |

|  | Dryosauridae                                                  |
|  |                                                               |
|  | Ankylopollexia (incluant Iguanodon, Hadrosauridae, et autres) |
|  |                                                               |

|  | T. tilletti |
|  |             |
|  | T. dossi    |
|  |             |

|  | Dryosauridae                                                  |
|  |                                                               |
|  | Ankylopollexia (incluant Iguanodon, Hadrosauridae, et autres) |
|  |                                                               |

|  | T. tilletti |
|  |             |
|  | T. dossi    |
|  |             |

|  | Dryosauridae                                                  |
|  |                                                               |
|  | Ankylopollexia (incluant Iguanodon, Hadrosauridae, et autres) |
|  |                                                               |

|  | T. tilletti |
|  |             |
|  | T. dossi    |
|  |             |

|  | Dryosauridae                                                  |
|  |                                                               |
|  | Ankylopollexia (incluant Iguanodon, Hadrosauridae, et autres) |
|  |                                                               |

|  | T. tilletti |
|  |             |
|  | T. dossi    |
|  |             |

|  | Dryosauridae                                                  |
|  |                                                               |
|  | Ankylopollexia (incluant Iguanodon, Hadrosauridae, et autres) |
|  |                                                               |

|  | T. tilletti |
|  |             |
|  | T. dossi    |
|  |             |

|  | Dryosauridae                                                  |
|  |                                                               |
|  | Ankylopollexia (incluant Iguanodon, Hadrosauridae, et autres) |
|  |                                                               |

|  | T. tilletti |
|  |             |
|  | T. dossi    |
|  |             |

|  | Dryosauridae                                                  |
|  |                                                               |
|  | Ankylopollexia (incluant Iguanodon, Hadrosauridae, et autres) |
|  |                                                               |

|  | T. tilletti |
|  |             |
|  | T. dossi    |
|  |             |

|  | Dryosauridae                                                  |
|  |                                                               |
|  | Ankylopollexia (incluant Iguanodon, Hadrosauridae, et autres) |
|  |                                                               |

|  | Bugenasaura    |
|  |                |
|  | Thescelosaurus |
|  |                |

|  | T. tilletti |
|  |             |
|  | T. dossi    |
|  |             |

|  | Dryosauridae                                                  |
|  |                                                               |
|  | Ankylopollexia (incluant Iguanodon, Hadrosauridae, et autres) |
|  |                                                               |

|  | T. tilletti |
|  |             |
|  | T. dossi    |
|  |             |

|  | Dryosauridae                                                  |
|  |                                                               |
|  | Ankylopollexia (incluant Iguanodon, Hadrosauridae, et autres) |
|  |                                                               |

|  | T. tilletti |
|  |             |
|  | T. dossi    |
|  |             |

|  | Dryosauridae                                                  |
|  |                                                               |
|  | Ankylopollexia (incluant Iguanodon, Hadrosauridae, et autres) |
|  |                                                               |

|  | T. tilletti |
|  |             |
|  | T. dossi    |
|  |             |

|  | Dryosauridae                                                  |
|  |                                                               |
|  | Ankylopollexia (incluant Iguanodon, Hadrosauridae, et autres) |
|  |                                                               |

|  | T. tilletti |
|  |             |
|  | T. dossi    |
|  |             |

|  | Dryosauridae                                                  |
|  |                                                               |
|  | Ankylopollexia (incluant Iguanodon, Hadrosauridae, et autres) |
|  |                                                               |

|  | T. tilletti |
|  |             |
|  | T. dossi    |
|  |             |

|  | Dryosauridae                                                  |
|  |                                                               |
|  | Ankylopollexia (incluant Iguanodon, Hadrosauridae, et autres) |
|  |                                                               |

|  | T. tilletti |
|  |             |
|  | T. dossi    |
|  |             |

|  | Dryosauridae                                                  |
|  |                                                               |
|  | Ankylopollexia (incluant Iguanodon, Hadrosauridae, et autres) |
|  |                                                               |

|  | T. tilletti |
|  |             |
|  | T. dossi    |
|  |             |

|  | Dryosauridae                                                  |
|  |                                                               |
|  | Ankylopollexia (incluant Iguanodon, Hadrosauridae, et autres) |
|  |                                                               |

|  | T. tilletti |
|  |             |
|  | T. dossi    |
|  |             |

|  | Dryosauridae                                                  |
|  |                                                               |
|  | Ankylopollexia (incluant Iguanodon, Hadrosauridae, et autres) |
|  |                                                               |

|  | T. tilletti |
|  |             |
|  | T. dossi    |
|  |             |

|  | Dryosauridae                                                  |
|  |                                                               |
|  | Ankylopollexia (incluant Iguanodon, Hadrosauridae, et autres) |
|  |                                                               |

|  | T. tilletti |
|  |             |
|  | T. dossi    |
|  |             |

|  | Dryosauridae                                                  |
|  |                                                               |
|  | Ankylopollexia (incluant Iguanodon, Hadrosauridae, et autres) |
|  |                                                               |

|  | T. tilletti |
|  |             |
|  | T. dossi    |
|  |             |

|  | Dryosauridae                                                  |
|  |                                                               |
|  | Ankylopollexia (incluant Iguanodon, Hadrosauridae, et autres) |
|  |                                                               |

|  | T. tilletti |
|  |             |
|  | T. dossi    |
|  |             |

|  | Dryosauridae                                                  |
|  |                                                               |
|  | Ankylopollexia (incluant Iguanodon, Hadrosauridae, et autres) |
|  |                                                               |

|  | T. tilletti |
|  |             |
|  | T. dossi    |
|  |             |

|  | Dryosauridae                                                  |
|  |                                                               |
|  | Ankylopollexia (incluant Iguanodon, Hadrosauridae, et autres) |
|  |                                                               |

|  | T. tilletti |
|  |             |
|  | T. dossi    |
|  |             |

|  | Dryosauridae                                                  |
|  |                                                               |
|  | Ankylopollexia (incluant Iguanodon, Hadrosauridae, et autres) |
|  |                                                               |

|  | T. tilletti |
|  |             |
|  | T. dossi    |
|  |             |

|  | Dryosauridae                                                  |
|  |                                                               |
|  | Ankylopollexia (incluant Iguanodon, Hadrosauridae, et autres) |
|  |                                                               |